# Flughafen Lübeck-Blankensee

i7
i11
i13

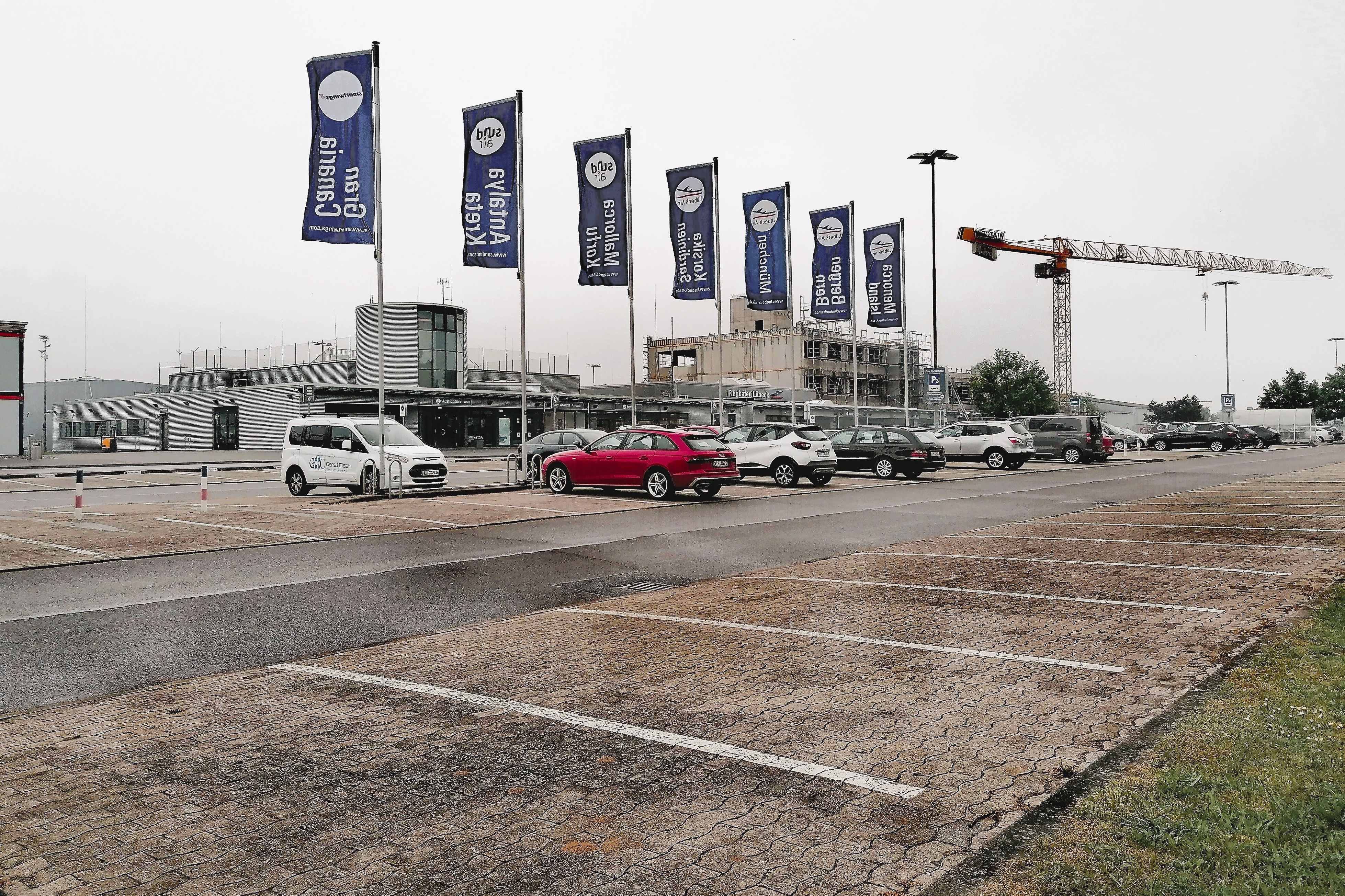
Terminal des Flughafens

Der Flughafen Lübeck-Blankensee (Eigenbezeichnung: Flughafen Lübeck, (IATA-Code: LBC, ICAO-Code: EDHL)) ist ein Verkehrsflughafen in Schleswig-Holstein.

## Lage und Verkehrsanbindung
Der Flughafen liegt acht Kilometer südlich der Innenstadt von Lübeck.
Zu erreichen ist er
- mit dem Auto: via Bundesautobahn 1 → Bundesautobahn 20 (Ausfahrt Lübeck-Süd)
- mit dem Regional-Express RE83 auf der Bahnstrecke Lübeck–Lüneburg bis zum Haltepunkt Lübeck Flughafen; stündliche Verbindungen u. a. von Kiel, Eutin, Büchen und Lüneburg (ca. 300 Meter zum Terminal)
- mit dem Stadtbus: vom ZOB vor dem Hauptbahnhof mit dem Stadtwerke Lübeck Mobil, Linie 6

## Flughafenanlage
Die Start- und Landebahn ist 2102 Meter lang.
Der Flughafen verfügt über Feuerschutz der ICAO-Kategorie sieben, Hochleistungsbefeuerung und ist ausgestattet in Landerichtung 25 für Instrumentenanflüge nach Allwetterflugbetriebsstufe ILS CAT I und in Landerichtung 07 nach CAT II.
Eine Flughafenfeuerwehr steht, wie für Flughäfen dieser Größenordnung vorgeschrieben, auf dem Flughafengelände bereit.

## Geschichte

### Anfänge
Im Ersten Weltkrieg wurde 1916 mit dem Bau des Flugplatzes begonnen, 1917 wurde er fertiggestellt und in Betrieb genommen. Die königlich preußische „Fliegerschule Lübeck“ nahm ihren Flugbetrieb auf. Nach dem Ende des Krieges wurde der Flugplatz demilitarisiert, Hallen und Gebäude wurden schrittweise bis in die 1920er Jahre teilweise abgerissen.

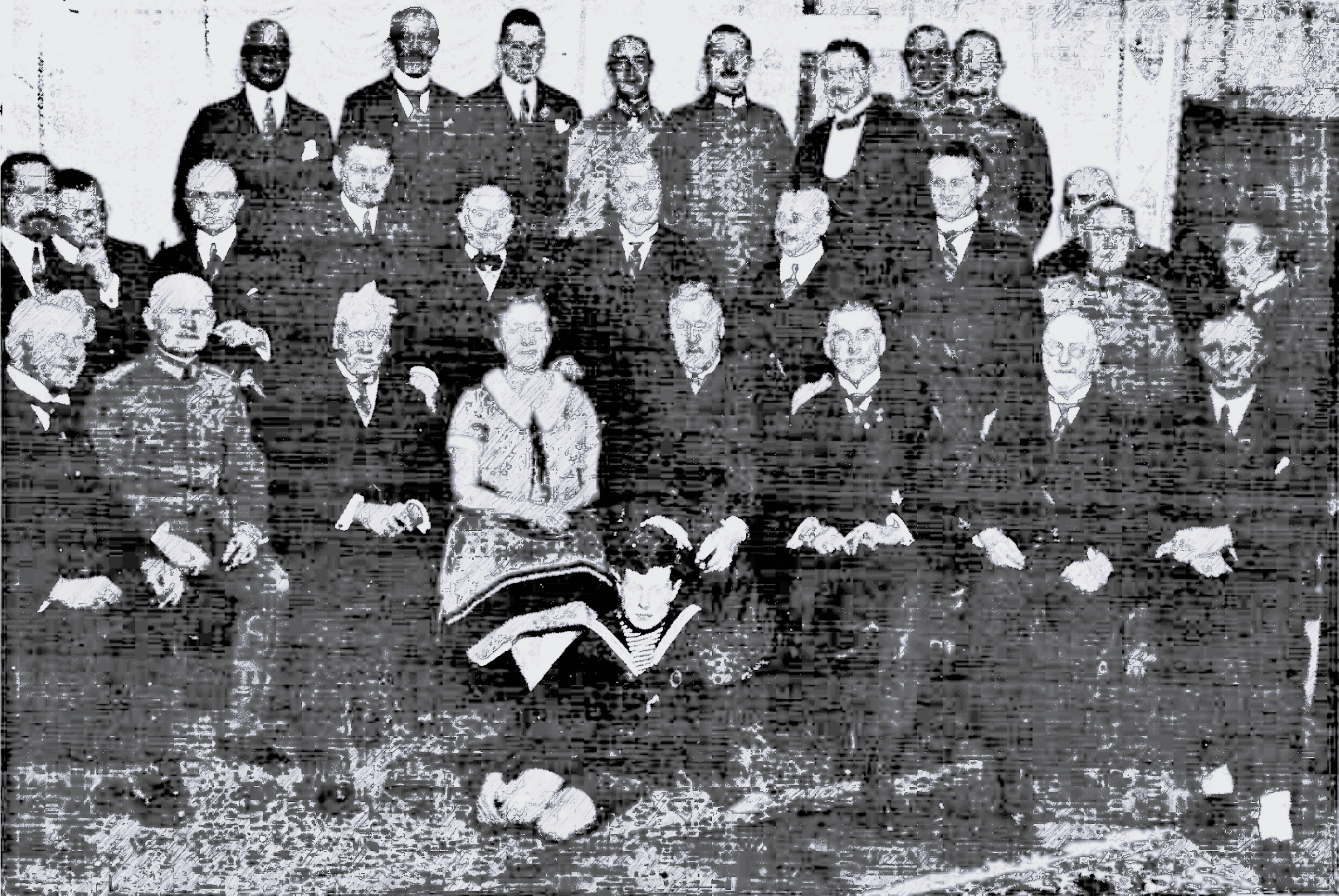
Empfang Eckeners 1925 in der Villa Möllers in der Curtiusstraße 27

Das Flugfeld wurde nur sporadisch genutzt. Nach längerem Vorlauf gelang es dem „Lübecker Verein für Luftfahrt“ in Person Johs. Fr. J. Möller Hugo Eckener zu einem dreitägigen Besuch Lübecks einzuladen. Am 4. November 1925 traf dieser ein. In der Folge veranstaltete der Verein von 1926 bis 1929 jährlich sogenannte Flugtage. Möller zählte schon zu den Gründungsmitgliedern des nach der Strandung des LZ 4 in Echterdingen gegründeten Vereines. Während er, der in- und außerhalb Lübecks für die Sache wirkte, 1920 die deutschen Interessen auf dem Gebiet des internationalen Luftverkehrs in der Schweiz vertrat, ernannte der Verein Möller auf seiner Hauptversammlung zu dessen Ehrenmitglied.
Nach 1933 und der eingeleiteten Aufrüstung der Wehrmacht wurde Blankensee wieder zu einem Fliegerhorst der Luftwaffe; umfangreiche Kasernenanlagen entstanden bereits ab 1935. 1936 wurde mit der weitgehenden Fertigstellung des Platzes die II./St.G. 162 (Traditionsname Immelmann) hier aufgestellt und 1937 in I./St.G. 167 umbenannt. 1938 verlegte die Stuka-Gruppe nach Graz in Österreich unter gleichzeitiger Umbenennung in I./St.G. 168. Im gleichen Zuge verlegte dann die I./KG 257 aus Zerbst nach Blankensee; im Mai 1939 wurde sie zur I./KG 26 Löwengeschwader. Nach Kriegsausbruch 1939 verlegte die I./KG 26 an die Fronten, ab 1940 bildete das Geschwader in der IV./KG 26 in Blankensee Nachwuchsbesatzungen aus. Im Mai 1940 nutzte die Luftwaffe Blankensee für das sogenannte „Unternehmen Weserübung“, die Invasion in Dänemark und Norwegen.
Die Werft in Blankensee wurde ab 1940/1941 Reparaturwerk für die Heinkel-Flugzeugwerke in Rostock. Ab 1944 wurde Blankensee am intensivsten in seiner Geschichte genutzt: Nachtjäger-Einheiten (III./NJG 5, 10./NJG 11), Kampf- und Jagdverbände (II./KG 3, III./KG 40, III./KG 76, III./KG 200; 10./NJG 11), teilweise ausgerüstet mit den ersten Düsenjägern der Welt (Ar 234 und Me 262), verlegten nach und nach hierher. Im Sommer 1944 wurde die Start- und Landebahn auf ca. 1800 m betoniert; Zwangsarbeiter mussten beim Bau helfen. Diese waren in eigenen Lagern auf dem Fliegerhorst-Gelände und in Wulfsdorf untergebracht. Letzte Flüge starteten noch am 2. Mai 1945, dem Tag, an dem britische Truppen in Lübeck einmarschierten.

### Nach dem Zweiten Weltkrieg

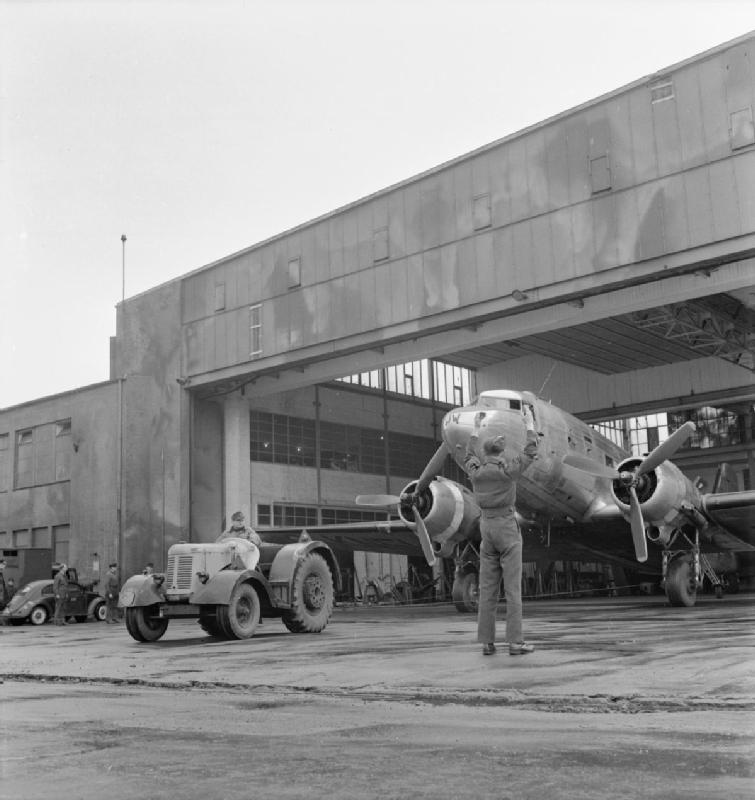
Berliner Luftbrücke 1948–1949. Eine Douglas DC-3 wird nach Wartungsarbeiten durch das 5352. Wing aus einem Hangar des RAF-Stützpunkts Lübeck geschleppt.

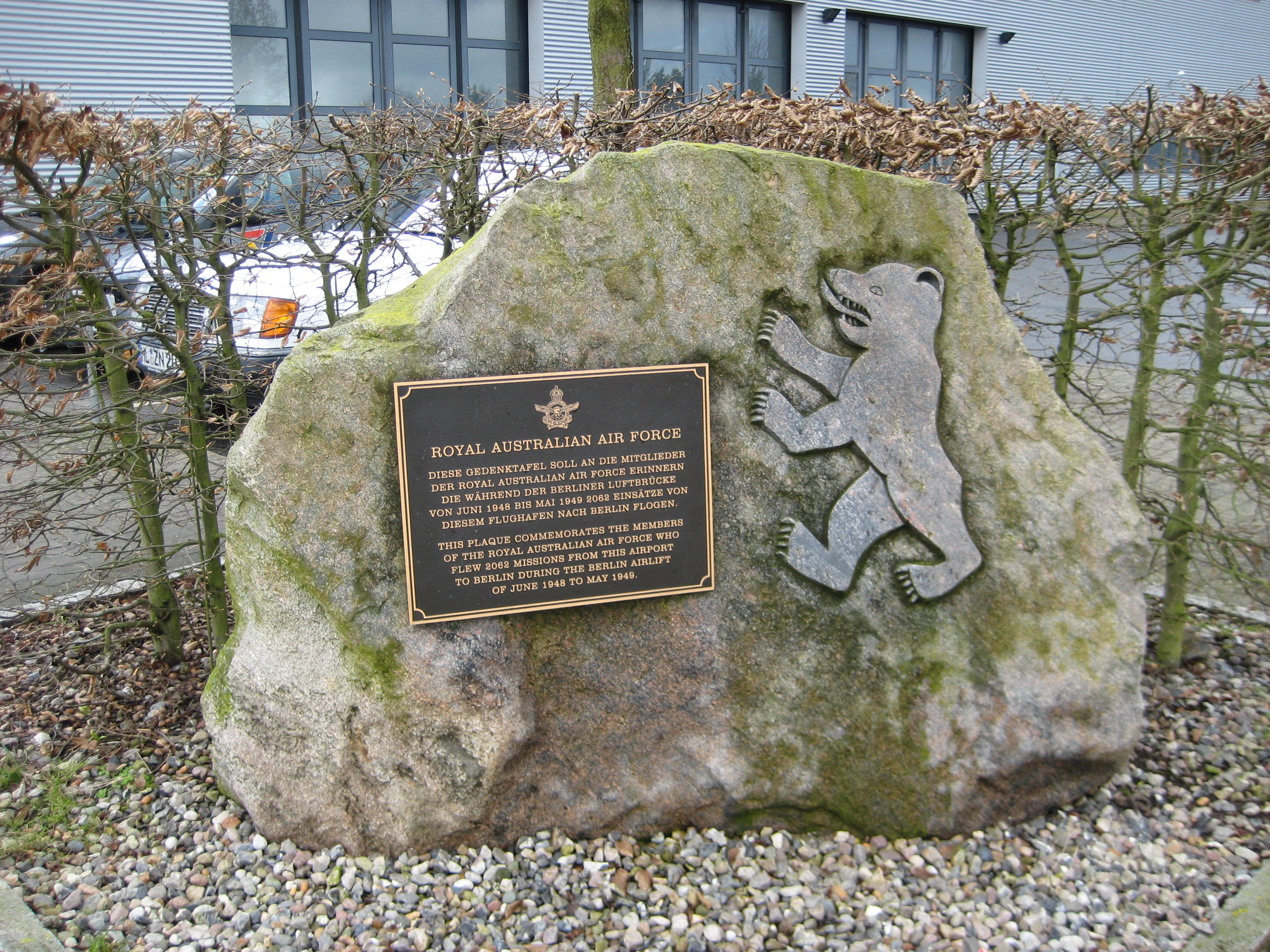
Gedenkstein an die Berliner Luftbrücke durch die Royal Australian Air Force 1948/1949

Nach Kriegsende nutzte die British Air Force of Occupation den bei den Alliierten zunächst als Airfield B.158 bezeichneten Flughafen Lübeck-Blankensee; Lübeck lag in der Britischen Besatzungszone. Anfangs lagen hier noch fliegende Einheiten, so das 124. Wing (Geschwader), das Ende April 1946 aufgelöst wurde. Bereits ab Ende 1945 wurde RAF Lübeck eine Station für Waffentrainingskurse von Staffeln aus dem Vereinigten Königreich. Die britische Nutzung setzte sich bis zur Deutschen Wiedervereinigung 1990 fort. Im September 1948, nach Beginn der sowjetischen Berlin-Blockade, wurden 30 DC-3 „Dakota“ der RAAF Squadron Berlin Air Lift der Royal Australian Air Force stationiert. Während der Berlin-Blockade flogen sie im Rahmen der Luftbrücke bis zu 100 Einsätze täglich und brachten Kohle nach Berlin und Flüchtlinge in den Westen. Unter den Piloten war auch der spätere Air Marshal and Chief of the Air Staff der RAAF David Evans. Neben Lübeck-Blankensee wurde die Berliner Luftbrücke u. a. von Hamburg, Frankfurt und Wunstorf ermöglicht. Vorteil des Lübecker Flugplatzes: Er hatte seit Bau der Eisenbahnstrecke nach Lüneburg in den 1850er Jahren direkten Gleisanschluss. Die Ladung der Waggons konnte fast direkt auf Flugzeuge umgeladen werden. Die innerhalb des Flughafens verlaufenden Gleise wurden um 1960 rückgebaut. Die Laderampe und das damalige Frachtgebäude sind bis heute zu sehen.
Zu Beginn der 1950er Jahre erlaubten die Alliierten Segelflüge vom Flughafen Lübeck. Der Aero Club von Lübeck wurde Betreiber des Flugplatzes, Eigentümer war die Bundesvermögensverwaltung. Ab 5. Mai 1955 waren auch zivile Motorflüge erlaubt. Der Lübecker Verein für Luftfahrt, gegründet 1908, wurde reaktiviert und betreibt seit mehr als 50 Jahren eine vereinseigene Flugschule. In Zusammenarbeit mit den Segelfliegern des Aeroclubs wurden seit 1956 Flugtage und Tage der offenen Tür veranstaltet.
Seit der Zeit des Kalten Krieges waren in Blankensee etwa fünfzig Jahre lang Zieldarstellungsflugzeuge verschiedener Typen und Generationen stationiert. Im Rahmen der NATO-Mitgliedschaft benötigte die Bundeswehr Zieldarstellungs-Flugzeuge zur Übung der Flugabwehr, FlAk und Rak. Es begann Mitte der 1950er Jahre mit einsitzigen Spitfire-Flugzeugen vom Typ Mk IX, ehemaligen britischen Jagdflugzeugen, die von der belgischen Firma COGEA betrieben und von Piloten mit belgischer Pilotenlizenz geflogen wurden. Diese belgischen Spitfires wurden Ende der 1950er Jahre abgelöst von deutsch - zivil - zugelassenen zweisitzigen Hawker Sea Fury FB 20, betrieben von der Firma Deutscher Luftfahrt-Beratungsdienst (DLB). Eigentümer war offiziell die Bundesvermögensverwaltung, de facto also die Luftwaffe. Einige der „belgischen“ Spitfire-Piloten flogen nunmehr mit deutscher Lizenz für den DLB. Anfang März 1964 wurde der DLB nach einer Razzia in der Hauptverwaltung in Wiesbaden und in der Luftwerft am Flughafen Köln/Bonn staatsanwaltschaftlich wegen Millionen-Betruges angeklagt. Das gesamte Lübecker DLB-Personal wurde von der Firma Rhein-West-Flug aus Mönchengladbach übernommen; der Flugbetrieb konnte nahtlos fortgesetzt werden. Was aus den Straf- und „Zivil“-Prozessen gegen den DLB wurde, ist quellenmäßig nicht überliefert. 1975/1976 wurden die inzwischen veralteten und längst „abgeflogenen“ Sea Furies gegen fabrikneue amerikanische Rockwell OV-10 Bronco ausgetauscht. Offizieller Eigentümer der Broncos war die Bundesrepublik Deutschland. Sie hatten einen Luftwaffenanstrich, aber zivile Kennzeichen. Diese Maschinen wurden von zivilen Besatzungen wechselnder Vertragsunternehmen geflogen. Die Broncos wurden ab 1980 durch vier IAI Westwind II Jets ergänzt und 1989 durch eine Staffel nagelneuer schweizerische Pilatus PC-9 ersetzt. Die Flugzeuge starteten von Lübeck aus zur Zieldarstellung für Flak-Schießplätze und Marine-Einheiten in militärischen Sperrgebieten der Nord- und Ostsee. Weil der Lübecker Flughafen unmittelbar an der innerdeutschen Grenze lag, durften aufgrund des Vier-Mächte-Statuts nur unbewaffnete Flugzeuge von Lübeck aus eingesetzt werden. Landeanflüge aus Richtung Osten mussten wegen der DDR-Grenze für schnelle Flugzeuge teilweise aus einer Linkskurve heraus erfolgen. In etwa fünfzig Jahren Zieldarstellung wurden mindestens 100.000, wahrscheinlich eher 200.000 Operationen von Lübeck aus durchgeführt. Heute operieren die Zieldarsteller von Kiel-Holtenau, Hohn bei Rendsburg und Wittmund, Ostfriesland. Die in nunmehr seit etlichen Jahren in Kiel-Holtenau beheimateten ex-Lübecker PC-9 fliegen weiter unter Dienstleistungsvertrag für die Bundeswehr bzw. -Luftwaffe die sog. „Niedrige, langsame Zieldarstellung“, während eine Staffel von Learjets, betrieben von der EADS-Tochterfirma GFD, – früher im ADAC-eigenen „Aerodienst“-Konzern, – die hohe Zieldarstellung für die Bundeswehr, – also die NATO – versorgt.

### Nach der Wiedervereinigung
Nach der Wiedervereinigung wurde der Flughafen durch Charterfluggesellschaften genutzt. Im Jahr 1997 wurde ein neues Ankunftsterminal errichtet.
Im Jahr 2000 begann Ryanair mit Verbindungen nach London-Stansted. Der Flughafen entwickelte sich aufgrund seiner Nähe zur A 1/A 20 schnell zum größten Passagierflughafen in Schleswig-Holstein und zum zweiten Flughafen der Region um Hamburg neben dem Hamburger Flughafen Fuhlsbüttel. Aufgrund der Anbindung an die „Ostseeautobahn“ hat der Lübecker Flughafen auch Bedeutung für das angrenzende Westmecklenburg und das nördliche Niedersachsen.
Im Jahr 2005 verkaufte die Stadt Lübeck die Mehrheit der Anteile am Flughafen an die neuseeländische Gesellschaft Infratil, die den Flughafen ausbauen wollte. Ryanair kündigte an, eine zweite deutsche Basis mit Stationierung von vier Boeing 737 zu errichten. Mit 42 Starts und Landungen am Tag wollte Ryanair ab 2006 dreizehn weitere Zielorte in Europa anfliegen. Durch eine Entscheidung des Oberverwaltungsgerichts Schleswig im Juli 2005 nach Klage der Umweltorganisationen NABU und BUND unter anderem wegen Verstößen gegen EU-Recht wurde eine Flugplanerweiterung infrage gestellt. Flächen in der unmittelbaren Umgebung wurden von der Landesregierung Schleswig-Holstein als Fauna-Flora-Habitat an die Europäische Union gemeldet.
Im Jahr 2006 legte Infratil ein neues Konzept für den Flughafenausbau vor. Demnach sollte die Landebahn nun um 120 Meter verlängert werden, indem ein Teil der Startabbruchstrecke miteinbezogen wird, außerdem sollte am anderen Ende eine Verbreiterung der Bahn auf 90 Meter vorgenommen werden, so dass eine Art „Wendehammer“ entsteht, der den Flugzeugen ermöglicht, schneller zu wenden und schneller die Bahn zu verlassen. Das alte Planfeststellungsverfahren, das 2005 bei Gericht gescheitert war, wurde von Infratil aufgegeben. Der Flughafen Lübeck-Blankensee ist nie planfestgestellt worden, was beim Bau in den 1930er und 1940er Jahren auch nicht nötig war. Der Flughafen beruft sich stattdessen auf eine fiktive Planfeststellung nach § 71 LuftVG; eine solche gilt aber nur für die Bau- und Erweiterungsmaßnahmen, die bis zum 1. Januar 1959 durchgeführt worden sind.
Mit Freigabe der neuen Bundesstraße 207n erhielt der Flughafen im Dezember 2007 eine direkte Zufahrt von der A 20 über die neue Abfahrt Lübeck-Süd/Flughafen, so dass sich insbesondere die Fahrzeit über die A 1 von Hamburg erheblich verkürzt.
Ende Januar 2008 gaben der Flughafen und die Naturschutzverbände bekannt, dass man sich im Rahmen eines Mediationsverfahrens auf die Einrichtung einer Stiftung zum Schutze der den Flughafen umgebenden Gebiete geeinigt habe. Darüber hinaus modifizierte der Flughafen den Planfeststellungsantrag um etliche Punkte, die dem Naturschutz zuwiderliefen. Der Rollweg durchs Naturschutzgebiet fiel weg, Parkplätze nahe dem Naturschutzgebiet wurden auf weniger sensible Flächen verlegt.
Am 6. Februar 2008 reichte der Flughafen im Beisein einer Delegation Lübecker Verbände und Institutionen den Planfeststellungsantrag mit diesen Modifikationen ein. Das neue Verfahren beinhaltete die Verlängerung der Landebahn in Richtung Westen um 60 Meter, das Verschieben der Schwelle 07 um 120 Meter in Richtung Westen, die Verlängerung in Richtung Osten um 95 Meter mit Bau eines Wendehammers, ein ILS CAT II für Anflüge in Richtung Osten, einen Terminalneubau sowie ein Vorfeld für zehn Flugzeuge. Das Ministerium sagte eine zügige Bearbeitung des Antrages innerhalb eines Jahres zu. Ende Oktober 2009 zog sich Infratil jedoch aufgrund schwacher Verkehrszahlen aus seinem Engagement am Lübecker Flughafen zurück. Nach Rückgabe der Gesellschafteranteile war die Hansestadt Lübeck nunmehr alleiniger Gesellschafter der Flughafen Lübeck GmbH. Die Lübecker Bürgerschaft verweigerte vor diesem Hintergrund in ihren Plenarsitzungen im Oktober und November 2009 dem Flughafen mehrheitlich (SPD, Grüne und LINKE) weitere finanzielle Unterstützung, sollte nicht per Januar/Februar 2010 ein neuer Investor den Flughafen kaufen. Nachdem über 56.000 Personen für ein Bürgerbegehren unterschrieben hatten, beschloss die Bürgerschaft Ende Januar 2010 eine finanzielle Absicherung des Flughafens bis Ende Oktober. Die Abstimmung über das anschließende Bürgerbegehren am 25. April 2010 ergab ein mehrheitliches Bekenntnis der Lübecker Bürger zum Fortbestand des Lübecker Flughafens. Damit wurde der Weiterbetrieb als Verkehrsflughafen bis Ende 2012 gesichert sowie ein größeres Zeitfenster für die weitere Investorensuche geschaffen.
Am 27. November 2021 beendeten Polizei und Ordnungsamt in der Abfertigungshalle des Lübecker Flughafens eine „unzulässige Impfaktion mit großem Andrang“. Der Initiator war der Flughafeneigentümer Winfried Stöcker. Bei dem Eintreffen der Behörden gegen 15 Uhr warteten 80 Personen vor und 150 im Gebäude auf eine Impfung, weitere 50 waren bereits mit einem selbst entwickeltem und nicht zugelassenen SARS-CoV-2-Impfstoff von Stöcker geimpft worden. Polizei und Staatsanwaltschaft leiteten Ermittlungen gegen zwei Ärzte im Ruhestand, den Geschäftsführer des Flughafens und Stöcker wegen eines möglichen Verstoßes gegen das Arzneimittelgesetz ein. Wenige Tage nach der Impfaktion sagte Stöcker in einem Interview auf eine Frage zum Impfstopp durch die Staatsanwaltschaft und zu weiteren behördlichen Reaktionen: „Na ja, der Staat ist zu Manchem in der Lage, das war in der NS-Zeit ja auch schon so.“
Der Eigentümer des Flughafens unterstützte im Zuge des Wahlkampfes zur Bundestagswahl 2025 am 21. Januar 2025 die AfD mit 1,5 Millionen Euro.

### Wirtschaftliche Entwicklung
Eine nennenswerte wirtschaftliche Bedeutung kam dem Flughafen Lübeck erst nach der Aufnahme der regulären Ryanair-Verbindungen im Jahr 2000 zu; in den Jahren davor blieben die Passagierzahlen deutlich unter 100.000 pro Jahr. Gleichzeitig jedoch begannen auch die Verluste am Flughafen deutlich anzusteigen. Das Geschäftsjahr 2007/2008 schloss mit einem Verlust von 6,094 Millionen Euro ab. Von offizieller Seite wurden die Verluste mit dem Vorhalten von Kapazitäten für derzeit noch wenige Abflüge am Tag begründet. Die deutschen Wettbewerber – allen voran Air Berlin – vermuteten eine versteckte Subventionierung von Ryanair und erhoben dagegen Klage. In einem jahrelangen Rechtsstreit unterlag Air Berlin schließlich vor dem Bundesgerichtshof. Der Entscheidung des Bundesgerichtshofs war vorausgegangen, dass die Europäische Kommission seit Mitte 2007 geprüft hatte, ob es sich bei den Rabatten für Ryanair und der Übernahme der Verluste durch die Stadt um eine illegale Quersubventionierung handelte. Im Ergebnis hatte die Kommission am 7. Februar 2017 jedoch festgestellt, dass die 2000 zwischen dem Flughafen Lübeck und Ryanair geschlossenen Verträge keine unzulässigen Beihilfen enthielten.
In den Sommermonaten des Jahres 2009 zogen die Fluggastzahlen wieder an, offensichtlich sogar gegen den Trend in der Region. 2010 kämpfte der Flughafen nicht nur mit den Auswirkungen einer Aschewolke aus Island, sondern erwartete für 2011 eine Ausdünnung des Flugplans. Zudem stand eine gerichtliche Entscheidung über ein Planfeststellungsbeschluss noch aus, so dass Investitionen auf Eis lagen. Im Jahr 2011 wurde ein Defizit in Höhe von 6,23 Millionen Euro erwirtschaftet, der höchste Verlust in der Geschichte des Flughafens. Sollte bis Ende 2012 kein neuer Investor gefunden werden, könnte der Flughafen finanziell nicht mehr getragen werden und aus diesem Grund geschlossen werden.
Am 29. November 2012 brach die rot-rot-grüne Koalition der Stadt auseinander, als es sich abzeichnete, dass keine Mehrheit für den geplanten Verkauf an den Deutsch-Ägypter Mohamad Rady Amar zustande kommen würde. Dieser plante für die folgenden Jahre Investitionen von rund 20 Millionen Euro.
Im Juni 2013 bekam der Flughafen Lübeck ein neues Logo.
Im April 2014 wurde bekannt, dass Radymar seine Anteile an der Betreibergesellschaft „3Y Logistic und Projektmanagement“ verkauft hat. Die neue Geschäftsführung war für die Lübecker Behörden nicht zu erreichen. Am 23. April 2014 beantragte der Flughafen die Eröffnung eines Insolvenzverfahrens. Gleichzeitig meldete die Betreibergesellschaft Insolvenz an.
Nach der Eröffnung der Insolvenz wurde im Juli 2014 bekanntgegeben, dass die in Hongkong ansässige PuRen-Gruppe den Flughafen übernehmen werde. Zum Geschäftsführer der Objektgesellschaft wurde der CDU-Politiker Markus Matthießen bestellt.
Auf der Pariser Luftfahrtschau 2015 wurde bekannt, dass die PuRen-Gruppe sieben Comac C919 und sieben Comac C909-700 der COMAC kaufen wolle. Tatsächlich besaß aber weder die Gruppe eine Lizenz als Fluggesellschaft, noch besaßen die Flugzeuge eine Zulassung.
In den Monaten Mai, Juni und Juli 2015 leistete der Flughafenbetreiber seine Pachtzahlungen an die Hansestadt nicht. Damit hatte die Hansestadt formal die Möglichkeit, den Pachtvertrag mit der Betreibergesellschaft fristlos zu kündigen.
Am 30. September 2015 stellte die Betreibergesellschaft PuRen Germany GmbH einen Antrag auf Eröffnung des Insolvenzverfahrens.
Am 17. April 2016 wechselte die letzte Fluggesellschaft (Wizz Air), die vom Flughafen Lübeck Linienflüge anbot, zum Flughafen Hamburg.
Seit Juni 2016 ist der Unternehmer Winfried Stöcker, Gründer und damals noch Chef des Lübecker Unternehmens Euroimmun, über eine Objektgesellschaft Eigentümer des Flughafens. Die Lübecker Bürgerschaft stimmte dem Kaufvertrag am 30. Juni 2016 zu.

### Befürworter und Gegner des Flughafens
Gegen die nach der Deutschen Wiedervereinigung in den 1990er Jahren entstandenen Planungen, den Flugplatz Lübeck-Blankensee zu einem bedeutenden Regionalflughafen auszubauen, regte sich Widerstand. Am 13. Dezember 2000 stimmte die Bürgerschaft der Stadt Lübeck einem Ausbau zu, der die Verlängerung der Start- und Landebahn von 1.800 Meter auf 2.326 Meter, den Bau eines neuen Rollweges durch unberührte Naturflächen, die Errichtung einer 2.700 Quadratmeter großen Werfthalle sowie von Terminals mit eigenen Gangways zum Gegenstand hatte. Die Planunterlagen wurden am 3. Januar 2002 eingereicht. Der Planfeststellungsbeschluss erfolgte am 25. Januar 2005. Die Gegner dieses Flughafenausbaus organisierten sich insbesondere in der „Schutzgemeinschaft gegen Fluglärm Lübeck und Umgebung“. Die Mitglieder der Initiative waren hauptsächlich Einwohner der umliegenden Gemeinden, wie Groß Grönau, das in der Einflugschneise des Flughafens lag. Einige Häuser dieses Ortes befanden sich in unmittelbarer Nähe zum Flugfeld und waren durch den Ausbau der Start- bzw. Landebahn besonders betroffen. Die Gemeinde Groß Grönau, das Amt Ratzeburg-West, der Naturschutzbund Deutschland (Nabu) und der Bund für Umwelt und Naturschutz Deutschland (BUND) reichten Klage gegen den Planfeststellungsbeschluss ein.
Demgegenüber engagierten sich zwei Vereine für den Lübecker Flughafen und dessen Ausbau. Der Verein „Check-In Lübeck“ sah sich als Vertretung der Flughafennutzer. Er setzte sich für die Schaffung einer innerdeutschen Linienverbindung ein und unterstützte das Planfeststellungsverfahren zur Erweiterung des Flughafens. Er bewarb seit 1999 in Zusammenarbeit mit dem Flughafenbetreiber und der Hansestadt Lübeck den Flugplatz. Dem Verein gehörten sowohl Privatpersonen als auch regionale Unternehmen an. Auf der Mitgliederversammlung im September 2013 löste der Verein sich zum Jahresende 2013 selbst auf. Der Verein „Pro-Airport-Lübeck“ unterstützte ebenfalls einen Ausbau, allerdings unter Berücksichtigung der Belange des Naturschutzes und der Anwohner. Nachdem 2017 der Flughafen an einen Unternehmer aus der Region verkauft worden war, sah der Verein seinen Zweck als erfüllt an und benannte sich in Geschichtswerkstatt Flughafen Lübeck e. V. um. Er befasst sich nunmehr mit der Geschichte des Flugplatzes.
Nachdem das Oberverwaltungsgericht Schleswig am 16. Juli 2005 einem Eilantrag gegen den Planfeststellungsbeschluss stattgegeben hatte, nahm der Investor ab März 2006 einen weiteren Anlauf. 2007 wurde der Flughafenbeirat für eine offene Kommunikation sowie einen Ausgleich zwischen ökologischen Belangen, Anwohnerinteressen und den Anforderungen des Flugbetriebs eingerichtet. In einem Mediationsverfahren, insbesondere mit den Natur- und Umweltschutzverbänden, der Stadt und dem Flughafenbetreiber gelang es, mit einer abgespeckten Planung zu einer Einigung zu kommen, die weitere Klagen abwenden sollte. Demnach wurde die umstrittene Rollbahn verworfen. Die Start- und Landebahnverlängerung fiel geringer aus. Terminalbau, Vorfelderweiterung und Parkplätze sollten jedoch kommen. Am 6. Februar 2008 wurde erneut ein Antrag auf Einleitung des Planfeststellungsverfahrens gestellt, das am 3. März 2009 in einen neuen Planfeststellungsbeschluss mündete. Im April bzw. Mai 2009 reichten hiergegen die Gemeinde Groß Grönau und die „Schutzgemeinschaft gegen Fluglärm Lübeck und Umgebung“ wieder Klagen ein.
Als am 26. November 2009 die Lübecker Bürgerschaft mit knapper Mehrheit beschloss den Flughafen abzuwickeln, falls sich bis Februar 2010 kein Investor finden lasse, sträubten sich hiergegen CDU, FDP und die Wählergemeinschaft Bürger für Lübeck. Sie initiierten ein Bürgerbegehren, das mit der Übergabe von 56.076 Unterschriften am 7. Januar 2010 erfolgreich war. Im Vorfeld des Bürgerentscheids, der am 24. April 2010 stattfand, machte eine Initiative „Nein zum Flughafen-Ausbau“ mobil und warb für eine Ablehnung im Entscheid. Sie konnte jedoch nicht verhindern, dass eine deutliche Mehrheit im Bürgerentscheid für den Erhalt und Ausbau des Flughafens votierte.
Am 14. März 2011 entschied das Oberverwaltungsgericht Schleswig vorläufig zugunsten des Planfeststellungsbeschlusses. Am 14. Juni 2018 wies das Gericht die letzte Klage gegen den Planfeststellungsbeschluss im Hauptsacheverfahren ab. Damit unterlag auch die „Schutzgemeinschaft gegen Fluglärm Lübeck und Umgebung“.
1.000 Befürworter und Gegner des Flughafens waren im Laufe der Zeit in verschiedenen Vereinen organisiert.

### Linienflugverkehr
Nach dem vorläufigen Ende des Linienflugverkehrs im Jahr 2016 finden seit dem 17. August 2020 wieder Linienflüge statt. Diese wurden zunächst ausschließlich von der flughafeneigenen Lübeck Air durchgeführt. Es wurden täglich zwei Flüge nach München sowie ein Flug nach Stuttgart und zurück durchgeführt. Seit dem 2. Mai 2022 fliegt auch Sundair den Flughafen Lübeck an. 2025 hat Ryanair den Linienbetrieb ab Lübeck wieder aufgenommen.

## Verkehrszahlen
| Jahr | Fluggastaufkommen    | Flugbewegungen     |
| ---- | -------------------- | ------------------ |
| 2007 | 612.858              | 17.478             |
| 2008 | 534.509              | 17.285             |
| 2009 | 688.302              | 18.202             |
| 2010 | 537.835              | 18.529             |
| 2011 | 329.000 (gewerblich) | 7.915 (gewerblich) |
| 2012 | 344.000 (gewerblich) | 8.108 (gewerblich) |
| 2013 | 352.000 (gewerblich) | 8.048 (gewerblich) |
| 2014 | 169.000 (gewerblich) | 7.130 (gewerblich) |
| 2015 | 127.000 (gewerblich) | 6.588 (gewerblich) |
| 2021 | 21.366               | 26.050             |
| 2022 | 82.590               | 23.089             |
| 2023 | 82.205               | 10.072             |
| 2024 | 70.926               | 9.465              |

## Fluggesellschaften und Ziele
Reiseveranstalter führten ab September 2020 Charterflüge zu verschiedenen Ferienzielen durch.

### Lübeck Air
Die Fluggesellschaft Lübeck Air ist eine 100-prozentige Tochter des Lübecker Flughafens. Da die Fluggesellschaft über kein eigenes Luftverkehrsbetreiberzeugnis (AOC) verfügt, werden die Flüge der Lübeck Air unter dem IATA-Code 6I der dänischen Air Alsie angeboten.
Mit der ATR 72 flog Lübeck Air die Strecken von Lübeck nach München und Stuttgart. Ab dem 1. Juli 2021 wurden saisonal auch Salzburg und Bern angeflogen.
Mittlerweile hat Lübeck Air das Streckennetz geändert. Die ATR 72-500 gehört seitdem nicht mehr zur Flotte. Angeflogen wurden im Jahr 2023 außer München Ziele im europäischen Ausland sowie Island.

### Sundair
Sundair flog im Jahr 2023 saisonal Urlaubsziele im Mittelmeerraum an. Für die Sommersaison 2024 hatte Sundair einen Airbus A319 am Flughafen Lübeck stationiert.

### Ryanair
Die irische Billigfluggesellschaft Ryanair flog den Flughafen von 2000 bis 2014 an.
Im Februar 2025 kündigte Ryanair eine Rückkehr ab dem 30. März 2025 mit Routen nach London Stansted, Málaga und Palma de Mallorca an.

## Zwischenfälle
- Am 30. Oktober 1948 kippte eine Douglas DC-3B der britischen Royal Air Force (RAF) (Luftfahrzeugkennzeichen KN424) während des Rollens auf dem Flughafen Lübeck in böigem Wind auf die Nase und wurde irreparabel beschädigt. Die beiden Piloten, die einzigen Insassen auf dem Frachtflug, überlebten den Unfall.[73]

- Am 24. Januar 1949 stürzte eine Douglas DC-3/C-47B der britischen Royal Air Force (RAF) (KN491) bei einem nächtlichen Anflug auf den Flughafen Lübeck nahe Utecht (Sowjetische Besatzungszone) in einen Wald. Von den 25 Insassen kamen 8 ums Leben, ein Besatzungsmitglied und 7 Passagiere.[74]

- Am 22. März 1949 wurde eine Douglas DC-3/C-47B der Royal Air Force (KJ970) bei einem Instrumentenanflug (Blind Approach Beacon System) auf den Flughafen Lübeck drei Kilometer südöstlich, in der damaligen Sowjetzone in der Nähe der Ortschaft Selmsdorf, in den Boden geflogen. Alle drei Besatzungsmitglieder der aus Berlin-Gatow kommenden Maschine wurden getötet. Reste dieser Maschine fand man noch in den 1990er Jahren in einem Waldgebiet.[75]

- Am 4. März 1984 stach ein 44-jähriger Mann während eines gebuchten Rundflugs auf den Piloten einer Cessna 172 ein und brachte die Maschine damit zum Absturz, um sich, seine Frau und seine beiden Kinder zu töten. Die Maschine schlug auf einem Fußballplatz neben dem Flugplatz Lübeck auf. Es gab keine Überlebenden.[76][77]

- Am 31. Mai 1987, kurz vor Beginn des Wahlkampfs für die Landtagswahl 1987, wurde eine Cessna Citation 501 der Charterfirma „Travel Air“ (Luftfahrzeugkennzeichen D-IAEC) mit dem schleswig-holsteinischen Ministerpräsidenten Uwe Barschel beim Landeanflug auf Lübeck in den Boden geflogen. Der Jet wurde zu tief angeflogen und war dadurch mit dem NDB-Antennenmast kollidiert. Die Maschine ging vor der Landebahn zu Bruch und brannte aus. Zum Zeitpunkt des Unfalls gab es in Lübeck weder ein Instrumentenlandesystem (ILS) noch eine eigene Radar-Überwachung oder Flugsicherung. Der Flugzeugführer Michael Heise und die Copilotin Elisabeth Friske starben bei diesem CFIT (Controlled flight into terrain) noch vor Ort, Barschels Leibwächter kurz danach im Krankenhaus. Barschel überlebte und wurde mit schweren Verletzungen ins Krankenhaus eingeliefert.[78][79] Einige Wochen später wurde er entlassen und nahm am Wahlkampf teil (siehe auch Travel-Air-Unfall).

## Sonstiges
Der Flughafen ist Standort des Radiosenders Radio Wellenrausch. Dieser wurde von Hans Meiser mitbegründet und ist seit dem 29. Oktober 2023 auf Sendung.